# Vilela, São Cosme e São Damião e Sá
Vilela, São Cosme e São Damião e Sá (oficialmente: União das Freguesias de Vilela, São Cosme e São Damião e Sá) é uma freguesia portuguesa do município de Arcos de Valdevez, com 8,95 km² de área e 476 habitantes (censo de 2021). A sua densidade populacional é 53,2 hab./km².

## História
Foi constituída em 2013, no âmbito de uma reforma administrativa nacional, pela agregação das antigas freguesias de Vilela, São Cosme e São Damião e Sá e tem sede em São Cosme e São Damião.

## Demografia
A população registada nos censos foi:
| Distribuição da População por Grupos Etários | Distribuição da População por Grupos Etários | Distribuição da População por Grupos Etários | Distribuição da População por Grupos Etários | Distribuição da População por Grupos Etários | Distribuição da População por Grupos Etários |
| -------------------------------------------- | -------------------------------------------- | -------------------------------------------- | -------------------------------------------- | -------------------------------------------- | -------------------------------------------- |
| Antes da agregação                           |                                              |                                              |                                              |                                              |                                              |
| Ano                                          | 0-14 anos                                    | 15-24 anos                                   | 25-64 anos                                   | >= 65 anos                                   | Total                                        |
| 2001                                         | 65                                           | 92                                           | 308                                          | 184                                          | 649                                          |
| 2011                                         | 34                                           | 36                                           | 253                                          | 201                                          | 524                                          |
| Após a agregação                             |                                              |                                              |                                              |                                              |                                              |
| Ano                                          | 0-14 anos                                    | 15-24 anos                                   | 25-64 anos                                   | >= 65 anos                                   | Total                                        |
| 2021                                         | 46                                           | 16                                           | 200                                          | 214                                          | 476                                          |